# Гай Атілій Серран
Гай Аті́лій Серра́н (лат. Gaius / Caius Atilius Serranus; 145 до н. е. — 87 до н. е.) — політичний, державний і  військовий діяч Римської республіки, консул 106 року до н. е.

## Життєпис
Походив з плебейського роду Атіліїв. Про батьків немає відомостей. 
У 106 році до н. е. його було обрано консулом разом з Квінтом Сервілієм Цепіоном. У 100 році до н. е. брав участь у вбивстві Луція Апулея Сатурніна. Згідно з джерелами помер 87 року до н. е.